# Rozsdás siratómadár
A rozsdás siratómadár (Rhytipterna holerythra) a madarak (Aves) osztályának verébalakúak (Passeriformes) rendjébe, ezen belül a nektármadárfélék (Nectariniidae) családjába tartozó faj.

## Rendszerezése
A fajt Philip Lutley Sclater és Osbert Salvin írták le 1860-ban, a Lipaugus nembe Lipaugus holerythrus néven.

## Alfajai
- Rhytipterna holerythra holerythra (Sclater & Salvin, 1860)
- Rhytipterna holerythra rosenbergi (Hartert, 1905)[2]

## Előfordulása
Mexikó délnyugati részén, Belize, Costa Rica, Ecuador, Guatemala, Honduras, Nicaragua és Panama területén, valamint Ecuadorban és Kolumbia északnyugati részén honos. 
Természetes élőhelyei a szubtrópusi vagy trópusi síkvidéki esőerdők. Állandó, nem vonuló faj.

## Megjelenése
Testhossza 21 centiméter, testtömege 36–40 gramm. Tollazata teljesen rozsdaszínű, alul világosabb, szárnya sötétebb barna.
|  |

## Természetvédelmi helyzete
Az elterjedési területe nagyon nagy, egyedszáma ugyan csökken, de még nem éri el a kritikus szintet. A Természetvédelmi Világszövetség Vörös listáján nem fenyegetett fajként szerepel.